# Cirrhoscyllium
Cirrhoscyllium es un género de elasmobranquios Orectolobiformes de la familia Parascylliidae . 

## Especies
Incluye un total de 3 especies descritas:
- Cirrhoscyllium expolitum Smith & Radcliffe, 1913 (falsa pintarroja barbuda)[3]
- Cirrhoscyllium formosanum Teng, 1959 (falsa pintarroja de Formosa)[4]
- Cirrhoscyllium japonicum Kamohara, 1943(falsa pintarroja ensillada)[5]